# Stefan (vald påve)
Stefan, född i Rom, död 26 mars 752 i Rom, valdes till påve den 23 mars 752 och var således, enligt den definition som användes från 1500-talet fram till 1961, påve från den 23 till den 26 mars 752.

## Biografi
Stefan utsågs 745 av påve Zacharias till kardinalpräst med San Crisogono som titelkyrka.
Den åldrige Stefan valdes till påve, men drabbades av slaganfall den 25 mars 752 och avled dagen därpå, innan han hann krönas. Emedan samtida kyrkorätt krävde kröning för att en påve skulle anses vara legitim, medräknades han inte i Liber Pontificalis. På 1500-talet menade man dock, att endast ett giltigt val krävdes för en påves legitimitet. Stefans pontifikat skulle således vara historiens kortaste. Stefan medräknades bland påvarnas skara till 1961, då hans numrering togs bort i Annuario Pontificio, och numreringen hos efterföljande påvar vid namn Stefan ändrades.
Stefans legitimitet är varken historiskt eller teologiskt kontroversiell, då han inte hann fatta några beslut under sin tid som påve. 